# Slash (fiction)
Pour les articles homonymes, voir Slash.
 (août 2010).
Si vous disposez d'ouvrages ou d'articles de référence ou si vous connaissez des sites web de qualité traitant du thème abordé ici, merci de compléter l'article en donnant les références utiles à sa vérifiabilité et en les liant à la section « Notes et références ».

La barre oblique, utilisée pour séparer les deux noms d'un couple, et dont le nom anglais 'slash' est le patronyme du genre.

Le Slash désigne en anglais un genre précis de la fiction. Une fiction slash met en scène une relation amoureuse entre deux personnages de même sexe. 
Le terme Slash vient de l'utilisation de la barre oblique (/), appelée slash en anglais, lors de la description du couple mis en scène. Ils sont notés X/Y, X et Y étant les noms respectifs des personnages ou leurs initiales.

## Une définition débattue
La définition du Slash comme genre mettant en scène une relation entre deux personnages du même sexe qui n'existait pas dans l'œuvre originale fait encore l'objet de controverses, en anglais.
Certains qualifient toute fiction mettant en scène une relation homosexuelle, présente dans l'œuvre originale ou non, comme étant du Slash. 
On peut noter cependant que le nombre de fictions Slash traitant de relations homosexuelles non présentes dans les œuvres originales est très supérieur.
De même, certains voient les histoires traitant de relations entre deux femmes (Femslash (en)) comme un sous-genre du Slash, alors que d'autres les voient comme une catégorie à part entière. 
La plupart des auteurs de Slash sont des femmes, leur engouement pour le sujet des relations homosexuelles étant le même que celui des fans de BL (fascination pour la pensée masculine, impossibilité d'identification avec les personnages féminins d'origine, fantaisie d'un rôle impossible à la femme...).

## HetetSlash
Une fanfiction (ou fanfic) est une fiction rédigée par un auteur amateur (voire plagiaire) qui utilise les personnages d'une œuvre qui n'est pas la sienne.
Les histoires mettant en scène une romance entre deux personnages de sexes opposés sont, pour les distinguer, qualifiées simplement de Het pour hétérosexuel.
Une romance entre deux personnages de sexe masculin est qualifiée, en anglais, du terme moins évident de Slash. 
Pour une romance entre deux personnages féminins, le terme anglais Femslash (en) est le plus souvent utilisé, soit le Slash au féminin.

## Terminologie
À partir du terme générique Slash s'est formée une série de mots relatifs à ce genre.
Ainsi, le verbe to slash désigne l'action de choisir deux personnages masculins et d'en faire un couple dans son imaginaire ou dans une fanfic.
Un tel couple porte le même nom que n'importe quel couple de sexe opposé dans l'univers des fanfictions : il s'agit d'un pairing ou autrement appelé un ship.
Un slasher est un fan de slash, soit un fan qui slash.

## Graphie
Le terme Slash vient du terme anglais désignant la barre oblique / séparant les noms ou initiales de deux personnages masculins mis en scène dans la fiction. Ainsi, dans le résumé de la fanfiction-slash mettant en scène une romance entre X et Y, il sera mentionné : X/Y. 
Si la relation amoureuse ou sexuelle dépeinte suit les stéréotypes précis des œuvres BL japonaises, le premier nom mentionné est la figure dominante dans la relation, alors que la deuxième est la figure passive. Ainsi pour X/Y, X est l'homme actif dans la relation sexuelle et amoureuse, et Y l'homme passif.
Plutôt que le nom des personnages, il n'est pas rare de voir la lettre M pour 'masculin'. Ainsi avec la mention M/M, l'auteur prévient le lecteur que la fanfiction est du slash sans pour autant dévoiler le pairing. De même, la mention F/F (féminin/féminin) indique le femslash (en).
La barre oblique tend à être parfois remplacée par la lettre x minuscule, surtout dans les fanfictions slash de mangas et dessins animés japonais. Selon le même principe, les personnages Y et Z seront présentés comme YxZ. Dans le cas où l'auteur se plie aux codes Yaoi, Y est l'actif et Z le passif.
D'autres symboles sont le signe + qui réfère à une amitié entre personnages masculins. X et Y sont amis, ils sont présentés comme suit : X+Y. L'esperluète & est aussi parfois utilisée, mais surtout pour désigner une amitié entre deux personnages de sexes opposés.

## Canon et AU
La fanfiction se classe le plus souvent selon sa fidélité à l'œuvre d'origine. Les deux points de référence aux deux extrêmes sont : Canon et AU (pour Alternate Universe soit univers parallèle).
Canon qualifie une fiction qui s'emploie à donner aux personnages une psychologie aussi proche que possible de celle dépeinte dans l'œuvre originale, de conserver tous les éléments de l'intrigue de l'œuvre d'origine, d'être le plus fidèle possible à celle-ci. Au contraire, une fanfiction AU affirme d'emblée la rupture avec l'œuvre d'origine, le plus souvent en changeant le cadre de l'action ou en ignorant une partie de l'œuvre d'origine. 
Si les personnages ne correspondent pas psychologiquement à leurs alter ego de l'œuvre d'origine, ils sont qualifiés de OOC, soit out of character. En français : non crédible, pas dans la peau du personnage.
Le principe même de la fanfiction étant de laisser libre cours à l'imagination de son auteur, il importe peu que les personnages utilisés soient hétérosexuels ou homosexuels dans l'œuvre d'origine. 
Toutefois, si l'auteur de la fanfiction change l'orientation sexuelle originale des personnages, il s'éloigne consciemment de plus en plus de l'œuvre d'origine. Aussi, nombre de fanfics slash entrent dans la catégorie des AU, surtout quand une relation amoureuse de l'œuvre originale est ignorée, ou sont susceptibles de présenter des personnages OOC.

## SlashetBL
Les fanfictions sont le pendant littéraire des Dōjinshis japonais, ces mangas le plus souvent produits par des amateurs et mettant en scène des personnages d'autres mangas plus populaires.
Dans l'univers du manga aussi, les relations homosexuelles ont intéressé beaucoup de lecteurs, ou plutôt de lectrices. La popularité du Slash n'est pas sans rappeler la croissance parallèle du Boy's Love (BL), ce sous-genre des mangas qui regroupe les histoires centrées sur une relation amoureuse entre deux personnages masculins. 
Avec la popularité grandissante des mangas et des dessins animés japonais, nombre de fanfictions slash de ces médias ont vu le jour, et avec elles, l'utilisation certainement abusive mais de plus en plus fréquente, même pour les fanfictions ne traitant pas de mangas ou d'animés, du vocabulaire BL : Shōnen-ai et Yaoi.
Shōnen-ai désigne une fanfiction slash sans contenu sexuel explicite. Le terme Shōnen-ai remplace parfois même celui de Slash pour désigner que le contenu est centré autour d'une romance entre hommes.
Yaoi vient désigner une fanfiction slash au contenu sexuel explicite.